# Chi Ngựa
Chi Ngựa (Equus) là một chi động vật có vú trong họ Ngựa, bao gồm ngựa, lừa, và ngựa vằn. Trong Equidae, Equus là chi duy nhất tồn tại được công nhận.
Giống như họ Ngựa rộng hơn, Equus có nhiều loài đã tuyệt chủng chỉ được biết đến từ các hóa thạch. Chi này rất có thể có nguồn gốc ở Bắc Mỹ và nhanh chóng lan rộng đến Cựu thế giới. Có bảy loài còn tồn tại.
Các loài trong chi này là các động vật móng guốc ngón lẻ với đôi chân thon thả, đầu dài, cổ và bờm (dựng lên ở hầu hết các phân loài) tương đối dài và đuôi dài. Tất cả các loài đều là động vật ăn cỏ, chủ yếu ăn cỏ trên đồng cỏ với hệ tiêu hoá đơn giản hơn động vật nhai lại nhưng có thể tồn tại trên thực vật chất lượng thấp hơn.
Trong ngựa nhà và lừa (cùng với con cháu của hoang dã của chúng) tồn tại trên toàn thế giới, quần thể lừa ngựa hoang dã được giới hạn ở châu Phi và châu Á. Hệ thống xã hội ngựa hoang dã có hai hình thức; một hình thức gồm một hay hai con đực sống với nhiều con cái và các con của chúng hoặc chế độ chiếm lãnh thổ riêng của nhiều con đực và thu hút các con cái đến nhập bầy

## Phân loại
Chi Equui